# Fakt (Magazin)
Fakt (eigene Schreibweise FAKT) ist ein politisches Magazin im Ersten Deutschen Fernsehen. Es steht unter der Federführung des MDR und wird alle drei Wochen dienstags um 21.45 Uhr ausgestrahlt, im rotierenden Wechsel mit Report München und Report Mainz. Im Jahr 2016 hatte Fakt mit durchschnittlich 3,16 Millionen Zuschauern pro Sendung und einem Marktanteil von 11,5 Prozent die höchste Einschaltquote unter den deutschen Politmagazinen. Aktuell wird das Magazin von Felix Seibert-Daiker moderiert.
Seit 2004 produziert der MDR für sein Regionalprogramm zudem die Sendung Fakt ist!.
Zusammen mit den öffentlich-rechtlichen Investigativ-Redaktionen Report Mainz, Kontraste, Report München und Panorama, allerdings ohne Monitor, startet Fakt Ende Mai 2024 einen Instagram-Account namens ARD Team Recherche.

## Moderatoren
- 1992 bis 2001: Sabine Hingst
- 2001: Wolfgang Fandrich
- 2001 bis 2003: Cathleen Pohl
- 2004 bis 2008: Angela Elis
- 2008 bis 2016: Thomas Kausch
- seit 2017: Felix Seibert-Daiker (Vertretung 2020 & 2022: Wiebke Binder)